# Yoshinori Mutō
Yoshinori Mutō (武藤 嘉紀 Mutō Yoshinori?, Setagaya, Tokio, 15 de julio de 1992) es un futbolista japonés. Juega como delantero y su equipo es el Vissel Kobe de la J1 League. Fue jugador internacional absoluto con Japón.

## Trayectoria

### Inicios
Debutó profesionalmente en el F. C. Tokyo japonés el 7 de julio de 2013, jugando un solo partido en esa temporada. Al año siguiente, en 2014, disputó 33 partidos y marcó 13 goles. En 2015 jugaría su última temporada en el club, jugando 17 partidos y convirtiendo 10 goles.

### Europa
En 2015 fue transferido al 1. FSV Maguncia 05 de Alemania por una cifra de 2 800 000 €. Logró un triplete el 31 de octubre de 2015, en el empate 3 a 3 del Maguncia 05 ante el F. C. Augsburgo.
El 2 de agosto de 2018 se hizo oficial su fichaje por el Newcastle United F. C. una vez garantizado el permiso de trabajo. Tras dos temporadas en el conjunto inglés, el 16 de septiembre de 2020 fue cedido a la S. D. Eibar. Después de esta cesión rescindió su contrato con las urracas.

### Regreso a Japón
El 7 de agosto de 2021 se anunció su regreso al fútbol de su país para jugar en el Vissel Kobe.

## Selección nacional
Ha sido internacional con la selección de Japón, hasta el momento ha jugado en 29 ocasiones y ha marcado tres goles.

## Clubes
| Club                   | País       | Año       | Partidos | Goles |
| ---------------------- | ---------- | --------- | -------- | ----- |
| F. C. Tokyo            | Japón      | 2013-2015 | 60       | 26    |
| 1. FSV Maguncia 05     | Alemania   | 2015-2018 | 72       | 23    |
| Newcastle United F. C. | Inglaterra | 2018-2021 | 28       | 2     |
| S. D. Eibar (cedido)   | España     | 2020-2021 | 28       | 3     |
| Vissel Kobe            | Japón      | 2021-     | 138      | 37    |

### Tripletes
| · \| Oficiales \| Oficiales \| Oficiales \| Oficiales \| Oficiales \| Oficiales \| Oficiales \| Oficiales \| \| N.º \| Fecha \| Lugar \| Equipo \| Rival \| Goles \| Resultado \| Competición \| \| --------- \| --------------------- \| ------------------- \| ----------- \| --------- \| --------------- \| --------- \| ------------------ \| \| 1 \| 31 de octubre de 2015 \| Augsburgo, Alemania \| Maguncia 05 \| Augsburgo \| Gol · Gol · Gol \| 3 - 3 \| Bundesliga 2015/16 \| |                       |                     |             |           |                 |           |                    |
| Oficiales |                       |                     |             |           |                 |           |                    |
| N.º | Fecha                 | Lugar               | Equipo      | Rival     | Goles           | Resultado | Competición        |
| 1 | 31 de octubre de 2015 | Augsburgo, Alemania | Maguncia 05 | Augsburgo | Gol · Gol · Gol | 3 - 3     | Bundesliga 2015/16 |

## Palmarés

### Títulos nacionales
| Título             | Club        | País  | Año  |
| ------------------ | ----------- | ----- | ---- |
| J1 League          | Vissel Kobe | Japón | 2023 |
| Copa del Emperador | Vissel Kobe | Japón | 2024 |
| J1 League          | Vissel Kobe | Japón | 2024 |

### Distinciones individuales
| Distinción                    | Año  |
| ----------------------------- | ---- |
| Mejor jugador de la J1 League | 2024 |